# Ácido guaiacolsulfônico
Ácido guaiacolsulfônico ou ácido sulfoguaiacólico é o composto orgânico, um ácido sulfônico aromático usado em medicina como um expectorante, especialmente na forma de seus sais, os guaiacolsulfonatos.